# Collégien
Collégien é uma comuna francesa localizada na região administrativa da Île-de-France, no departamento Sena e Marne. A comuna possui 3165 habitantes segundo o censo de 2005.